# Iuri Krivtsov
Iuri Ivànovitx Krivtsov (en ucraïnès Юрій Іванович Крівцов; Pervomaisk, província de Mikolaiv, 7 de febrer de 1977) és un ciclista francès, d'origen ucraïnès, que fou professional des del 2002 fins al 2012. La seva victòria més important va ser el Campionat nacional ucraïnès en contrarellotge.
Es va nacionalitzar francès a partir del gener de 2011. El seu germà Dmytro també és un ciclista professional.

## Palmarès
- 1998
  -  Campió d'Ucraïna sub-23 en ruta
- 1999
  - 1r a la Chrono des Herbiers sub-23
- 2001
  -  Campió d'Ucraïna sub-23 en ruta
  - 1r a la Chrono des Herbiers sub-23
- 2002
  - 1r al Prix des blés d'or de la Mi-août bretonne
- 2003
  - Vencedor d'una etapa al Circuit de La Sarthe
  - Vencedor d'una etapa al Tour de Romandia
  - Vencedor d'una etapa al Tour de l'Avenir
- 2004
  -  Campió d'Ucraïna en contrarellotge

### Resultats al Giro d'Itàlia
- 2006. 114è de la classificació general
- 2007. 71è de la classificació general
- 2008. 107è de la classificació general
- 2009. 116è de la classificació general
- 2010. 83è de la classificació general
- 2011. 119è de la classificació general

### Resultats al Tour de França
- 2003. 85è de la classificació general
- 2004. 95è de la classificació general
- 2005. 90è de la classificació general
- 2012. Fora de temps (11a etapa)

### Resultats a la Volta a Espanya
- 2007. 48è de la classificació general